# 恰哈里-茲巴拉茲基
49°36′52″N 25°55′20″E / 49.61444°N 25.92222°E
恰哈里-茲巴拉茲基（羅馬化：Chahari-Zbarazki）是烏克蘭的村落，位於該國西部捷爾諾波爾州，由捷尔诺波尔区負責管轄，距離霍雷-斯特雷約韋茨基1公里，始建於1892年，面積2.95平方公里，2001年人口299。